# عقاب‌های آناتولی
عقاب‌های آناتولی (Anadolu Kartalları)، یا عقاب‌های سرزمینم فیلمی ترکی محصول سال ۲۰۱۱ است که توسط فیلم فیدا به کارگردانی عمر وارگی و تهیه کنندگی مراد آکدیلک ساخته شده است. از بازیگران اصلی این فیلم می‌توان به انگین آلتان دوزیتان، اوزگه اوزپیرینچی و چاغاتای اولوسوی اشاره کرد.
یکی دیگر از ویژگی‌های مهم فیلم صدمین سالگرد نیروی هوایی ترکیه است. برای بزرگداشت گرفته شد. همچنین نسخه ترکی هواپیمای اف-۱۶ فایتینگ که طراحی شده بود، معرفی شد.

## خلاصه
پنج دانشجوی جوان که از کودکی آرزوی پرواز را داشته‌اند: اونور، دوست دوران کودکی اش عایشه، مصطفی که عاشق عایشه است و تونچ و فاتح. حتی با وجود اینکه برخی از دوستانشان معاینه سلامتی را در بیمارستان هوایی اسکی شهیر قبول نکردند، آنها در مسیر بسیار دشواری برای تبدیل شدن به خلبان جنگنده قرار دارند. چیزی که این پنج دوست را پس از سال‌ها دوباره گرد هم می‌آورد، تجربه ای است که در تمرین بین‌المللی عقاب آناتولی تجربه کردند.